# Bulbophyllum muscicola
Bulbophyllum muscicola es una especie de orquídea epifita originaria de Asia. 

## Descripción
Es una  orquídea de tamaño pequeño, de crecimiento cálido con hábitos epífitas   y   con pseudobulbos aplanados y ovados con una sola hoja, elíptica que es aguda en la base y con el ápice obtuso. Florece en el otoño en una inflorescencia delgada, basal de 6 cm de largo  con una umbela apical de 3 a 10 flores se aparece por debajo o justo por encima de la hoja.

## Distribución y hábitat
Se encuentra en Himalaya oriental, Assam y Nepal a una altitud de 1500 metros.  

## Taxonomía
Bulbophyllum muscicola fue descrita por Heinrich Gustav Reichenbach   y publicado en Flora 55(18): 275. 1872.
Etimología
Bulbophyllum: nombre genérico que se refiere a la forma de las hojas que es bulbosa.
muscicola: epíteto latino que significa "que crece en el musgo".
Sinonimia
- Bulbophyllum hookeri (Duthie) J.J.Sm.
- Bulbophyllum wallichii (Lindl.) Merr. & F.P.Metcalf
- Cirrhopetalum hookeri Duthie
- Cirrhopetalum wallichii Lindl.
- Phyllorkis wallichii (Lindl.) Kuntze[3][4]